# Diapolikopen oksigenaza
Diapolikopen oksigenaza (EC 1.14.99.44, CRTP) je enzim sa sistematskim imenom 4,4'-diapolikopen,AH2:kiseonik oksidoreduktaza (4,4'-hidroksilacija). Ovaj enzim katalizuje sledeću hemijsku reakciju
4,4'-diapolikopen + 4 AH2 + 4 O2 {\displaystyle \rightleftharpoons } 4,4'-diapolikopendial + 4 A + 6H2O
Ovaj enzim učestvuje u biosintezi C30 karotenoida, kao što je stafiloksantin.

## Literatura
- Nicholas C. Price; Lewis Stevens (1999). Fundamentals of Enzymology: The Cell and Molecular Biology of Catalytic Proteins (Third изд.). USA: Oxford University Press. ISBN 019850229X.
- Eric J. Toone (2006). Advances in Enzymology and Related Areas of Molecular Biology, Protein Evolution (Volume 75 изд.). Wiley-Interscience. ISBN 0471205036.
- Branden C; Tooze J. Introduction to Protein Structure. New York, NY: Garland Publishing. ISBN 0-8153-2305-0.
- Irwin H. Segel. Enzyme Kinetics: Behavior and Analysis of Rapid Equilibrium and Steady-State Enzyme Systems (Book 44 изд.). Wiley Classics Library. ISBN 0471303097.

## Spoljašnje veze
- Diapolycopene+oxygenase на 